# Josef Kubín
Josef Kubín (28. října 1904 Soběslav – 2. září 1942 věznice Plötzensee) byl český učitel a tajemník učitelského a profesorského svazu. Dne 2. září 1942 byl nacisty popraven za velezradu Německé říše.

## Život
Narodil se 28. října roku 1904 v jihočeské Soběslavi. Jeho otec byl místní kovář. V Soběslavi vystudoval základní školu a v roce 1926 prošel vojenským výcvikem. 
Učil na pražské chlapecké základní škole a byl členem České strany národně sociální. Rovněž zastával funkci tajemníka místního učitelského a profesorského svazu.
V roce 1940 po vpádu nacistických vojsk do Prahy začal sbírat zprávy pro rodinu Víchových. Ti zprávy posílali svému příteli Jaroslavu Lípovi, který pracoval jako diplomat v Bělehradu. Lípa v té době vedl odbojové hnutí v Jugoslávii a udržoval kontakt s exilovou vládou v Londýně.
Josef Kubín byl zatčen 29. května 1940 a v únoru téhož roku byl spolu s manželi Víchovými odsouzen k trestu smrti za vlastizrádnou, podporu nepřítele a přípravu velezrady. Všichni tři byli dne 2. září 1942 popraveni ve věznici Plötzensee. Kubínovi bylo 37 let.